# Caesarea Mauretaniae

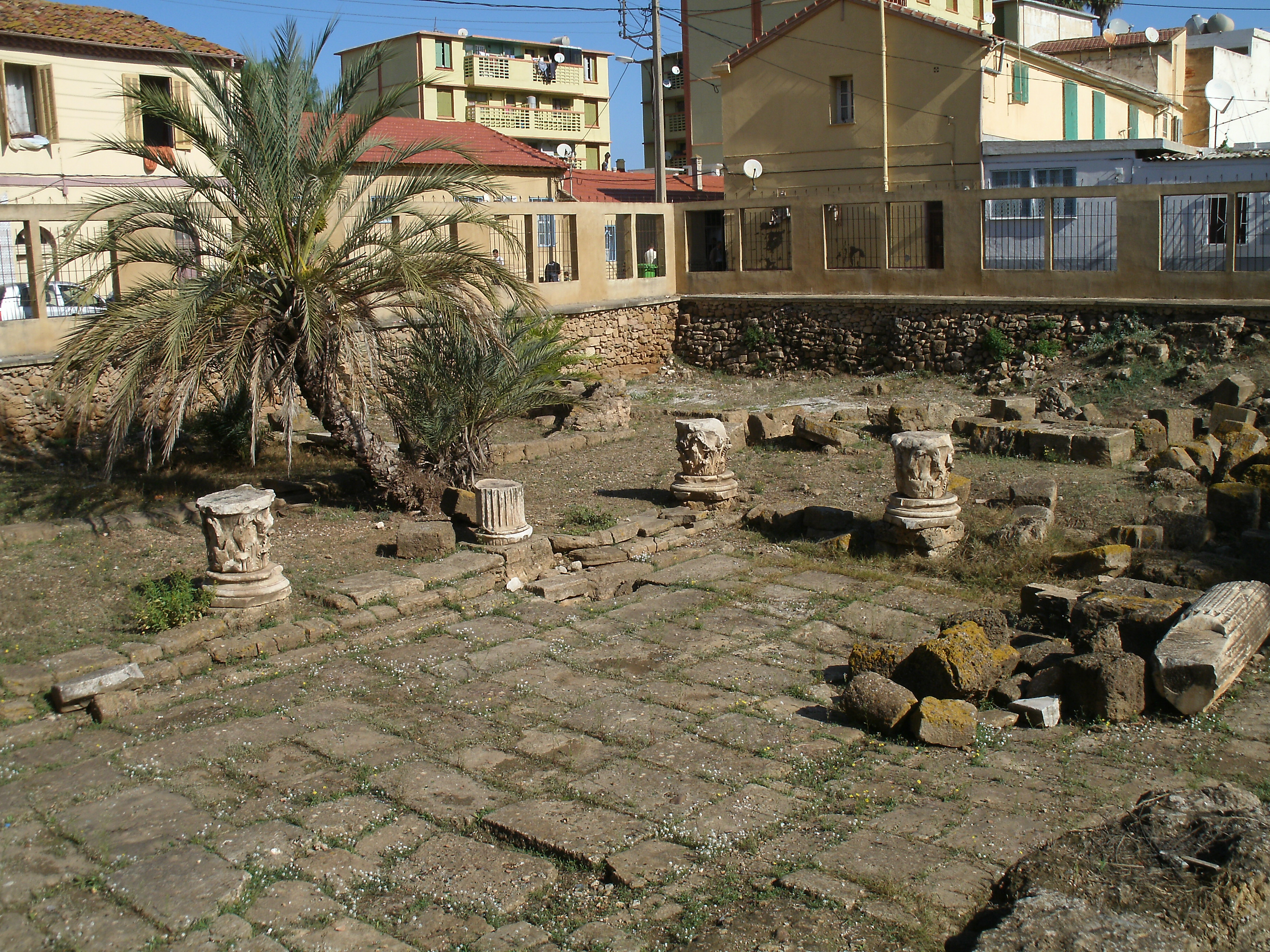
Forum des römischen Caesarea Mauretaniae

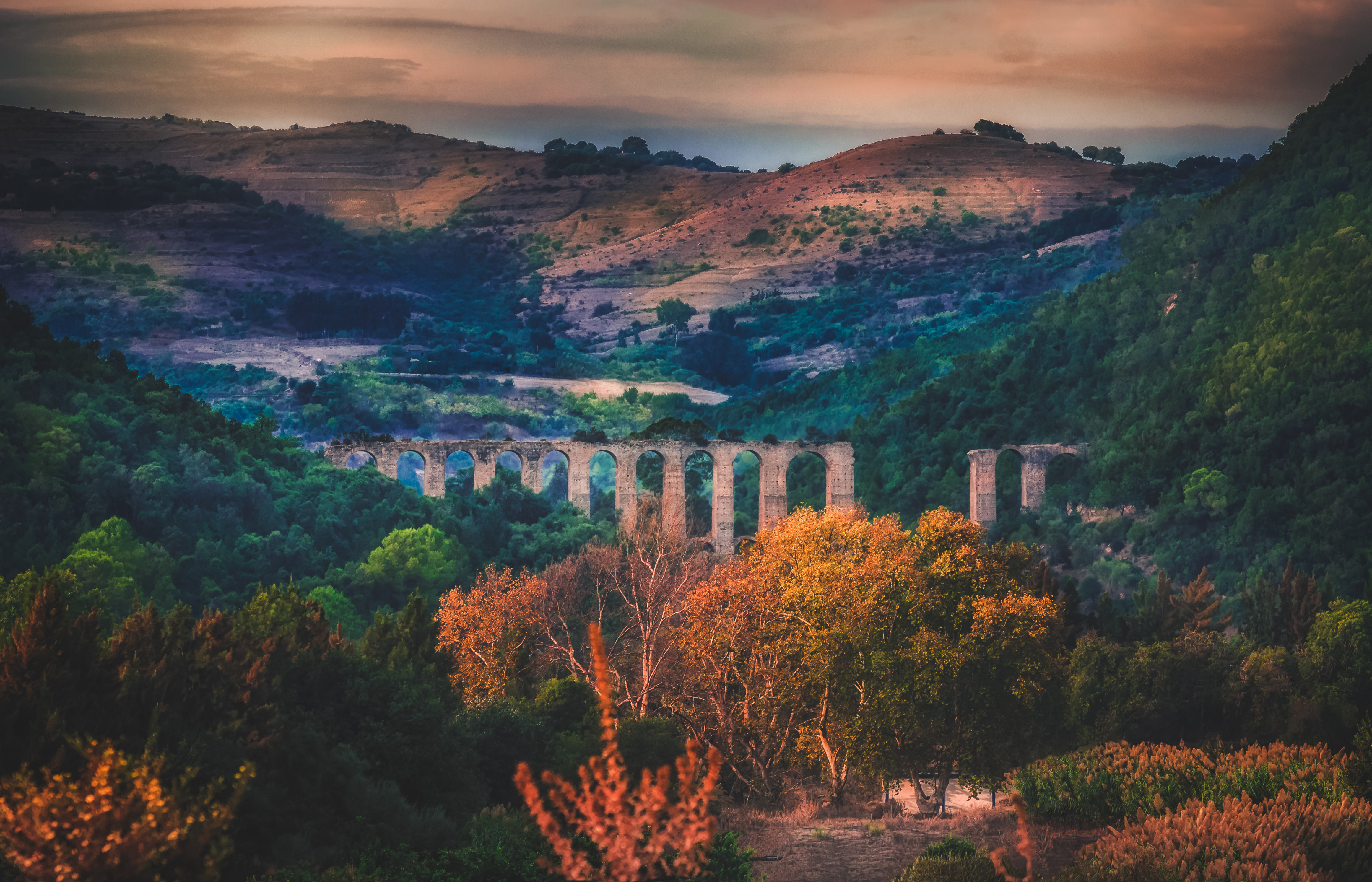
Aquädukt von Caesarea Mauretaniae

Caesarea Mauretaniae (ursprünglich Iol oder Jol,  in der Neuzeit Cherchell) war eine antike Stadt an der Mittelmeerküste des heutigen Algerien nahe der heutigen Stadt Cherchell.

## Übersicht
Caesarea Mauretaniae wurde ursprünglich unter dem Namen Iol von den Phöniziern oder von Karthago aus im 5. Jahrhundert v. Chr. als Handelsplatz gegründet, da sich hier eine vorgelagerte Insel und ein günstiger natürlicher Hafen befanden. Im Laufe des 3. Jahrhunderts v. Chr. wurden aufgrund seiner strategischen Lage neue Verteidigungsanlagen gebaut, und im Jahr 33 v. Chr. annektierte Rom das Gebiet und legte es in die Hände des numidischen Prinzen Juba II., der die Stadt zu einem Zentrum des Hellenismus in Nordafrika machte. Seit 44 n. Chr. war sie Hauptstadt der römischen Provinz Mauretania Caesariensis; unter Claudius erhielt sie das Recht einer Colonia. Seit dem 2. Jahrhundert war auch das Christentum in Caesarea vertreten. In der Spätantike war die Stadt ein Zentrum des Donatismus. Caesarea Mauretaniae war auch seit Ende des 2. Jahrhunderts n. Chr. Hauptstützpunkt der mauretanischen Flotte (Classis Mauretanica).

## König Juba II.

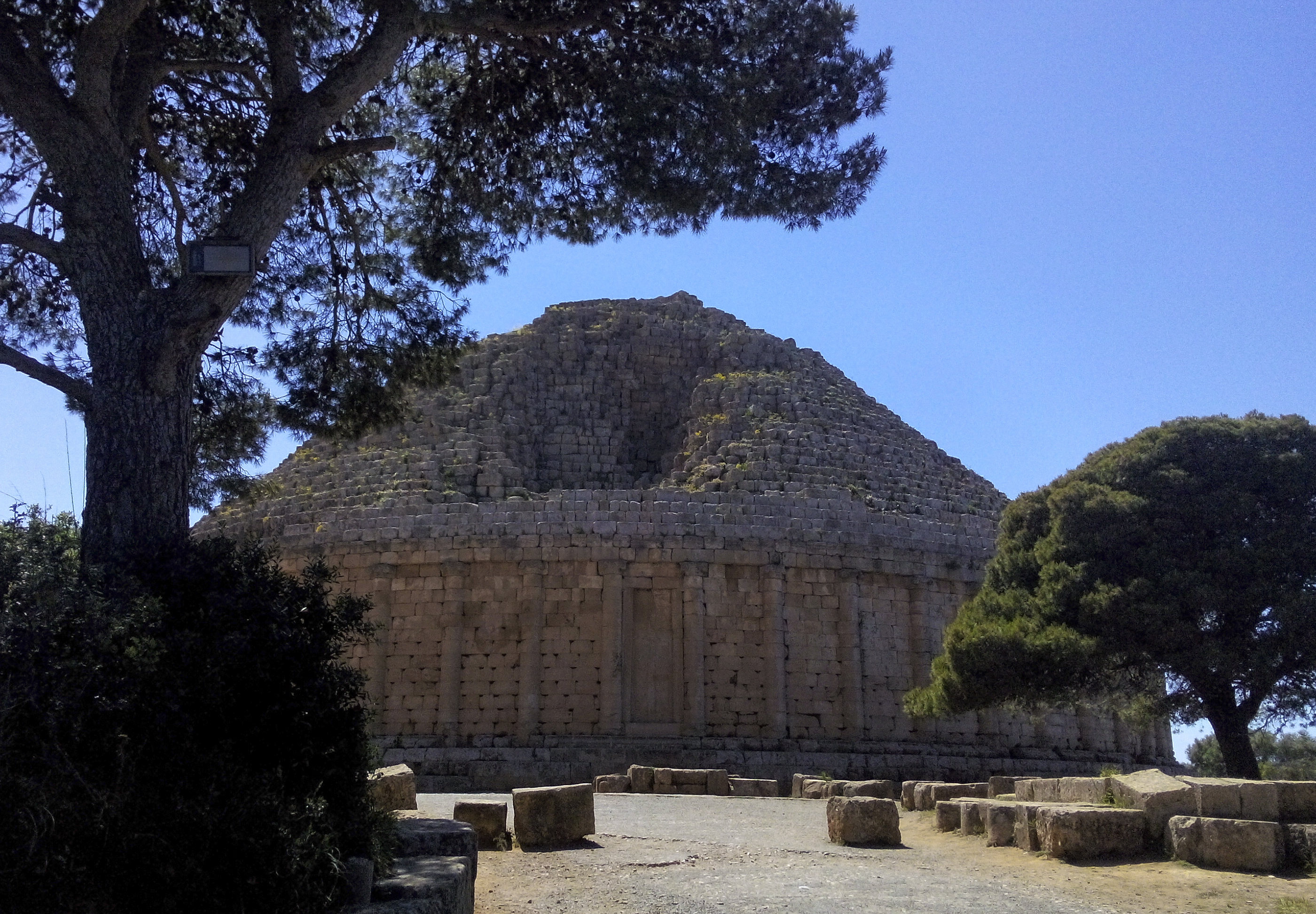
Mausoleum für Juba II. und Kleopatra Selene zwischen Cherchell und Algier

Im römischen Bürgerkrieg zwischen Caesar und Pompeius hatte sich der Numidierkönig Juba I. auf die Seite des Pompeius gestellt, und als dieser 46 v. Chr. bei Thapsus gegen Caesar verlor, beging Juba I. Selbstmord. Kaiser Augustus vereinigte den westlichen Teil Numidiens mit Mauretanien und setzte dessen Sohn Juba II. im Jahr 25 v. Chr. dort als Klientelkönig ein. Als Residenzstadt wurde die kleine, bis dahin wohl eher unbedeutende Handelsniederlassung Iol gewählt und zu Ehren des Augustus in Caesarea Mauretaniae umbenannt.
In schneller Folge entstand die Infrastruktur der Stadt – zunächst die Straßen. Juba machte die Stadt zu einer typischen griechisch-römischen Stadt, komplett mit Straßenraster, einem Theater, einer Kunstsammlung und einem Leuchtturm ähnlich dem Pharos von Alexandria. Die Stadt liegt an der Kreuzung der Küstenstraße (von Algier, dem antiken Icosium, nach Westen) und der Handelsroute vom Hafen direkt ins Landesinnere nach Süden/Südosten. Mit einer 7 km langen Stadtmauer ließ Juba II. die Stadt vor äußeren Feinden schützen. Die Mauer lässt sich in spärlichen Resten auch zur Seeseite hin nachweisen und schließt im Süden eine Hügelkette mit ein.

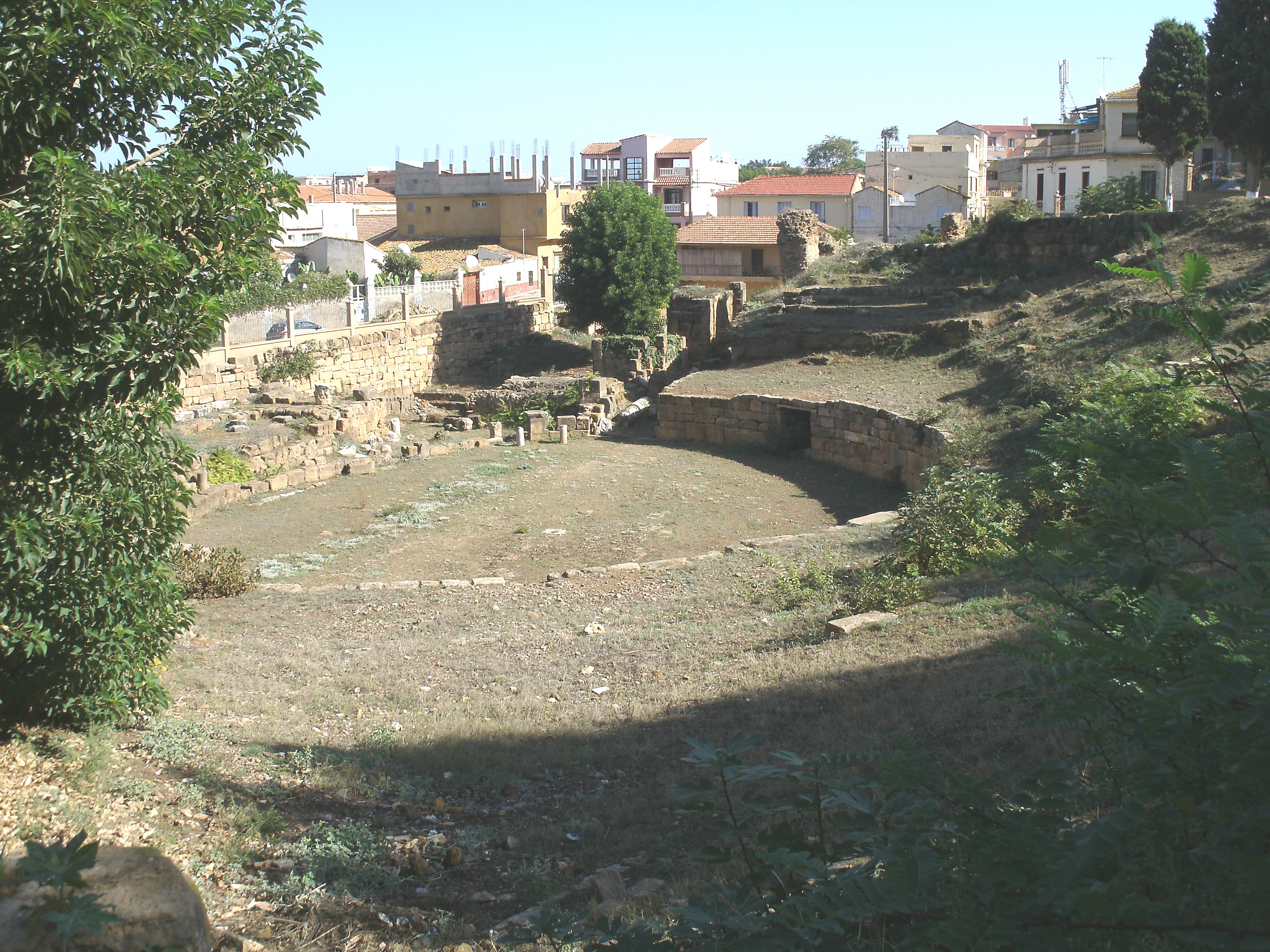
Römisches Theater von Caesarea Mauretaniae

Zur Wasserversorgung führte ein 45 km langer Aquädukt vom Innern des Landes in die Stadt, mehrere große Zisternen sicherten die ganzjährige Versorgung der Stadt sowie mehrerer Thermenanlagen. Für Unterhaltung und Bildung dienten ein Theater, ein Amphitheater und ein Hippodrom/Circus.
Vom Palast ist nichts mehr erhalten, Funde von Skulpturen und Architekturteilen erlesener Qualität deuten jedoch auf eine Lage im Zentrum des heutigen Orts nahe dem zentralen Hauptplatz der Stadt, direkt oberhalb des Hafens. Nach und nach wurden auch mehrere Heiligtümer gegründet – neben den üblichen antiken Göttern sind ein  Kybele-Kult und ein Isis-Heiligtum nachweisbar inklusive Kanopus mit Krokodilen und ägyptischen Statuen. Doch auch der übliche Kult für die römischen Herrscher wurde gepflegt und u. a. Tempel anderer Gottheiten errichtet. Einige dieser Bauten sind bis heute im Stadtbild, jedenfalls aus der Luft gut sichtbar, andere wurden stark überbaut, viele liegen heute im unzugänglichen Militärgebiet und man ist auf frühere Aufnahmen angewiesen.

## Die Stadt unter Ptolemaeus
Juba II. regierte fast 50 Jahre und sein Sohn Ptolemaeus weitere 15 Jahre. In dieser Zeit florierte die Stadt. Der gute und sichere Hafen blieb über Jahrhunderte von großer Bedeutung. Von hier aus wurden Getreide und wilde Tiere für die Amphitheater des römischen Reichs exportiert und importierte Waren erreichten über den Hafen das Landesinnere. Caesarea wurde so eine der größten und bedeutendsten Städte Nordafrikas (neben Alexandria und Leptis Magna), mit über 20.000 Einwohnern die bedeutendste Stadt Africas nach Karthago.
Nach dem Mord an Ptolemaeus durch Caligula wurde 44 n. Chr. das einstige Königreich in zwei Provinzen aufgeteilt, Mauretania Tingitana im Westen und Mauretania Caesariensis im Osten, und Caesarea Mauretaniae wurde zur Hauptstadt letzterer und zum Amtssitz des Präsidialprokurators der Provinz. Die Stadt wurde zum caput provinciae und zur privilegierten colonia und erhielt noch unter Claudius eine Veteranenansiedlung.

## Spätantike

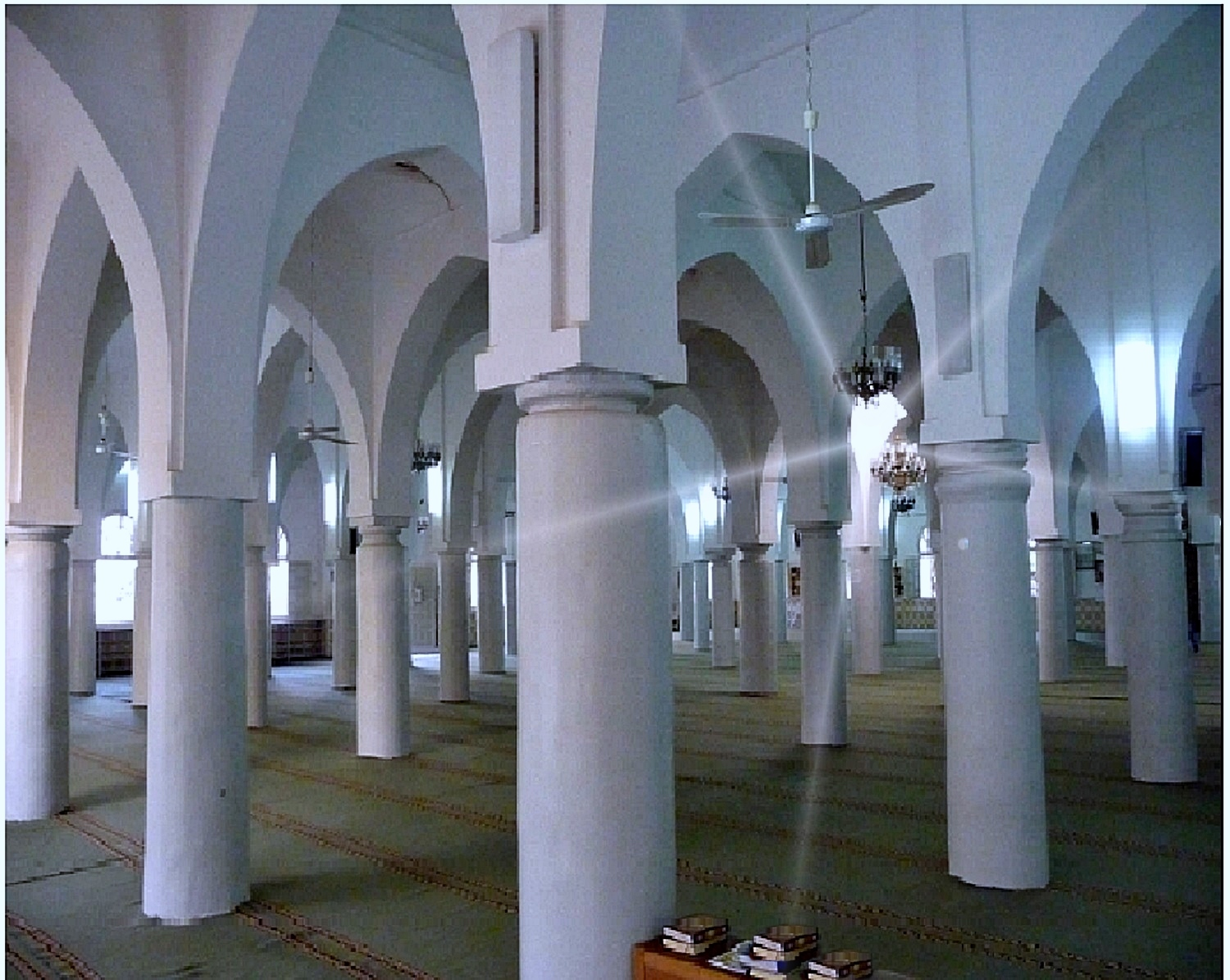
Moschee der hundert Säulen, in das Innere eines römischen Tempels gebaut

Bis in die Spätantike blieb die Stadt ein wichtiger und florierender, reicher Hafenort im südwestlichen Mittelmeergebiet. Dann aber wurde sie 371 n. Chr. bei religiösen kriegerischen Auseinandersetzungen (Donatisten) nach dem Angriff des Firmus geplündert und niedergebrannt. Ca. 60 Jahre später übernahmen die Vandalen für etwa 100 Jahre die gesamte Region, ehe sie 533/4 wieder von byzantinischen Truppen zurückerobert wurde, wobei Caesarea zur Hauptstadt der Provinz Mauretania secunda erhoben wurde.
Koordinaten: 36° 36′ N, 2° 12′ O

## Söhne der Stadt
- Macrinus (164–218), römischer Kaiser
- Arcadius († 302), Märtyrer und Heiliger
- (vermutlich) Priscian (Priscianus Caesariensis), römischer Grammatiker (um 500)